# 1-й канал Останкино
«1-й канал Останкино» — общероссийский телеканал, по которому вещала РГТРК «Останкино». Редакции и студии телерадиокомпании, из которых она вела по нему вещание, располагались в телецентре «Останкино».

## История

### 1991—1992. Основание и начало вещания
27 декабря 1991 года в связи с образованием СНГ, прекращением деятельности государственных органов СССР, а также в целях обеспечения функционирования межгосударственного вещания в рамках СНГ была ликвидирована Всесоюзная ГТРК, а на её базе образована РГТРК «Останкино», к которой перешли все телевизионные и радиовещательные частоты, на которых вещала телерадиокомпания, а также производство всех телевизионных и радиовещательных программ бывшей Всесоюзной ГТРК. ЦТ стало телевидением «Останкино», а Первая программа ЦТ стал называться 1-м каналом Останкино. На РГТРК «Останкино» была возложена функция освещения политической, культурной и экономической жизни в государствах-членах СНГ. Председателем РГТРК стал Егор Яковлев.
Сетка вещания в 1992 году
На первоначальном этапе изменений по сравнению с последними годами существования ЦТ СССР было немного. Информационной программой стали «Новости», а информационно-аналитической — «Итоги» с Евгением Киселёвым. Логотипом канала являлось стилизованное изображение единицы, заключённой в квадрат. С 1992 года стали выходить общественно-политическое ток-шоу «Тема» с Владиславом Листьевым, аналитическое ток-шоу «Красный квадрат» с Александром Любимовым и программа «Политбюро», ведущим которой стал Александр Политковский. Производителем этих программ являлась телекомпания «ВИD».

### 1992—1994. Разногласия в руководстве и финансовые проблемы
Основной проблемой деятельности РГТРК «Останкино» было начавшееся ещё в период существования Гостелерадио СССР «расползание» рекламы по тематическим студиям. В 1990—1991 годах статус юридических лиц получили три тематические студии, среди которых была студия «Эксперимент», выступавшая основным заказчиком производства телепрограмм у АО «Телекомпания „ВИD“». В начале 1992 года вместо практически всех остальных тематических главных редакций ЦТ были созданы тематические студии РГТРК «Останкино»; например, у ИТА существовал собственный рекламный отдел. Часть студий за произведённые по их заказу программы расплачивались с частными телеорганизациями своим рекламным временем. Непосредственно Главная рекламно-коммерческая дирекция была создана только в мае 1993 года; действовавшее до этого Рекламное агентство «Останкино» осуществляло размещение рекламы только между программами.
Летом 1992 года Эдуард Сагалаев создал МНВК, к которой перешёл вечер 6 ТВК в Москве (с 1993 по 1994 год утром и днём на шестом канале шли экономико-просветительские передачи телекомпании «Северная корона»). Вместо Эдуарда Сагалаева генеральным директором телерадиокомпании стал Игорь Малашенко, ранее являвшийся её политическим директором.
Осенью 1992 года в Израиле российскими бизнесменами была основана компания «OITV», которая с осени 1993 года ретранслировала сигнал одной из поясных версий 1-го канала Останкино за рубеж. В частности, такая версия канала транслировалась в самом Израиле, в начале февраля 1994 года в Приднестровье, некоторое время на Украине, а с начала 1994 года и в некоторых городах в европейской части России. На OITV шла израильская русско- и англоязычная реклама, иногда перекрывавшая передачи. Точная судьба OITV неизвестна: предположительно, прекратило вещание уже после запуска ОРТ, в апреле-мае 1995 года.
4 октября 1992 года с эфира была снята трансляция фильма Джорджа Лукаса «Звёздные войны» с формулировкой «пиратский, купленный для показа без кино- и видеоправ фильм». Это было первое в отечественном телеэфире снятие с эфира. Космическая сага была показана уже на «Первом канале» только спустя 13 лет со стереозвуком в 2005 году.
24 ноября 1992 года Егор Яковлев из-за показа фильма о войне между Ингушетией и Северной Осетией был отправлен в отставку. 11 января 1993 года Председателем РГТРК «Останкино» был назначен Вячеслав Брагин. Из-за разногласий по вопросам методов руководства телерадиокомпании Игорь Малашенко покинул пост генерального директора, а его место занял Олег Слабынько.
Под руководством Брагина и Слабынько канал стал чаще работать в интересах Бориса Ельцина, при этом стала усиливаться государственная цензура. Главный редактор ИТА Олег Добродеев и ведущий программы «Итоги» Евгений Киселёв посчитали невозможным работать в сложившихся условиях и вместе с Игорем Малашенко и бизнесменом Владимиром Гусинским выступили основателями телекомпании НТВ, которой и перешло производство программы «Итоги».
С осени 1993 по весну 1994 года «Останкино» пережило большой кадровый отток журналистов ИТА и сотрудников некоторых других подразделений, переходивших в штат ТОО «Телекомпания НТВ». Вместе с Добродеевым и Киселёвым на НТВ перешли ведущие новостей Татьяна Миткова и Михаил Осокин, которые стали ведущими информационной программы «Сегодня», журналисты ИТА Владимир Лусканов, Ирина Зайцева, Владимир Ленский, Александр Хабаров, Александр Герасимов, Владимир Кара-Мурза, Марианна Максимовская, Борис Кольцов, Михаил Светличный, Андрей Черкасов и Александр Зараелян, некоторые спортивные комментаторы, как Евгений Майоров, и часть сотрудников студии кинопрограмм. Одновременно с этим многие сотрудники телерадиокомпании начали уходить и на новый канал ТВ-6, созданный бывшим руководителем телерадиокомпании Эдуардом Сагалаевым.
3 октября 1993 года во время завершения футбольного матча «Ротор» — «Спартак» в 19:26 по Москве из-за вооружённой осады РГТРК «Останкино» приказом Вячеслава Брагина эфир 1-го и 4-го каналов, OITV, а также не входящего в состав телерадиокомпании ТВ-6 и МТК был прерван, против чего был Евгений Киселёв. После этого в эфире остались только «Петербург — Пятый канал» и РТР, по которому каждые полчаса выходили «Вести», а также велась ретрансляция картинки прямого эфира CNN. 4 октября в 6:30 эфир был возобновлён, и в эфире «Телеутра» демонстрировались кадры осады, а также прямая трансляция штурма Белого дома. После этих событий Вячеслав Брагин потребовал усилить охрану зданий редакций и студий телерадиокомпании.
16 декабря 1993 года Вячеслав Брагин ушёл в отставку с поста председателя РГТРК «Останкино». Эта должность была сначала предложена Владимиру Мукусеву, но из-за его конфликта с коллективом телекомпании эта кандидатура была снята. Также эта должность была предложена Евгению Киселёву, но он отказался. Председателем был назначен Александр Яковлев, а главным редактором Информационного телевизионного агентства — Олег Точилин.
К февралю 1994 года у РГТРК «Останкино» и ВГТРК образуется задолженность перед государственными предприятиями связи: на 1 января 1996 года они составляли 412 млрд рублей. При этом, по словам заместителя председателя РГТРК «Останкино» Геннадия Шепитько, существовало распоряжение правительства от 22 декабря 1993 года, по которому Министерству финансов поручалось ликвидировать задолженность (в конечном итоге оно так и не было выполнено), что вызывает 10 февраля 1994 года забастовку связистов с угрозой прекращения трансляции передач (кроме информационных) обеих вещательных организаций в 45 субъектах РФ. Выход сотрудниками РГТРК «Останкино» виделся в создании контролируемых телерадиокомпанией торговых домов. Так, Ирена Лесневская утверждала:

…Если поставить всё на нормальные экономические рельсы, телевидение обязано стать прибыльным. Есть музыкальные архивы, есть старые передачи, фильмы. Из этого можно делать деньги. Во всём мире растёт интерес к ретро. Каким успехом пользуется показ старых программ на НТВ! Этим надо заниматься. Поставить на коммерческую основу выпуск избранных передач и продавать кабельным сетям. Договориться с ближним зарубежьем о покупке ими программ на русском языке для миллионов русскоязычных. А двум владельцам компаний легче договориться, чем, скажем, Ельцину с Кравчуком.

На частотах 1-го канала Останкино в Эстонии с октября 1992 года в ночное время, после окончания передач канала, велась трансляция коммерческого русскоязычного телеканала «Orsent TV». В 1993—1994 годах вещание этого телеканала проводилось с 17 до 18 часов, тем самым, трансляция «Останкино» в Эстонии в это время перекрывалась программами «Orsent TV». Похожее ограничение вещания канала имело место в Литве: летом 1994 года из-за отказа оплачивать РГТРК «Останкино» своё вещание в Литве местные власти отдали частоту 1-го канала Останкино частному каналу «LitPollinter TV». По заключённому договору телеканал мог вещать в эфире «LitPollinter TV» только несколько часов. 6 февраля 1995 года телеканал «LitPollinter TV» в связи с финансовыми проблемами прекратил вещание, и 1-й канал Останкино в Литве снова начал вещать в чистом виде (однако 1 апреля был заменён на ОРТ, а уже ОРТ 5 мая передал частоту телеканалу LNK).
Сетка вещания в 1992—1994 годах
Первоначально канал носил информационно-художественный характер. Будничная программа состояла из новостей, научно-популярных, культурно-просветительских, документальных программ, показа односерийных телефильмов и мини-сериалов, распределённых по рубрикам «Домосед», «Третий возраст» и «Детский час». Однако, вследствие сокращения расходов на государственное телевидение, произошедшего в более ранний период, на канале произошло сокращение количества подготавливаемых передач и производимых телефильмов. Со временем они были заменены на развлекательные передачи, которые производились преимущественно частными телеорганизациями.
С мая 1992 года по вторникам, средам и четвергам перед вечерним выпуском новостей в 21:00 началась регулярная трансляция латиноамериканских теленовелл, вытеснившая из этого временного отрезка показ отечественных телефильмов, переместившийся на некоторое время на таймслот после выпуска новостей в 21:00, а с 15 сентября практически во все дни, кроме понедельника, в который шёл показ многосерийного телефильма самой РГТРК «Останкино» «Мелочи жизни». Некоторое эфирное время было отдано под показ отечественных и зарубежных кинофильмов, объединённых в несколько рубрик (например, «В клубе детективов» по пятницам с 4 сентября 1992 года). В результате всего этого объём производства отечественных телефильмов резко упал, производственные мощности Творческого объединения «Экран» и Телевизионного технического центра стали простаивать. Освободившееся время заняли передачи производства частных телекомпаний, а также латиноамериканские теленовеллы (их закупкой занимались главный редактор Студии кинопрограмм Владилен Арсеньев и затем Владимир Шмаков), телевикторины, ток-шоу и отечественные кинофильмы, вскоре завоевавшие наибольшую зрительскую популярность, тогда как популярность фильмов производства «Останкино» была значительно скромнее.
1 сентября 1992 года в рамках рубрики «Детский час» вместо повторов отечественных детских художественных и мультипликационных телефильмов начали транслироваться иностранные мультсериалы, повторный показ телефильма рубрики «Третий возраст» был перенесён на время перед выпуском новостей в 15:00. В сетке вещания тех лет сохранялся достаточно большой объём спортивных передач и телетрансляций, примерно сопоставимый с тем, что был во времена Гостелерадио СССР и ОРТ 1990-х и ранних 2000-х годов (показывались Олимпийские игры, Кубок России по футболу, Чемпионаты мира и Европы по футболу, Лига Чемпионов УЕФА, Чемпионаты России и мира по хоккею, игры национальной сборной России по футболу, теннисные турниры, меньше — остальные виды спорта и околоспортивные передачи).
В конце 1992 — начале 1993 годов появились также телеигра для подростков «Звёздный час» и детская телеигра «Зов джунглей», а также программа «Пока все дома».
19 сентября 1993 года программа «Итоги» в последний раз вышла в эфир. Далее, с 10 октября 1993 года, она стала выходить на Пятом канале, а с 23 января 1994 года — по четвёртому каналу, часть эфирного времени которого заняла телекомпания НТВ. Вместо программы «Итоги» стали выходить информационно-аналитические программы «Воскресенье» с Сергеем Алексеевым и «Новости плюс» с Сергеем Медведевым.
В 1994 году происходит новая волна расширения количества передач производства частных телеорганизаций в эфире. С мая 1994 года по будням стало выходить актуальное интервью «Час пик», ведущим которого стал Владислав Листьев, производителем этой программы стала телекомпания «ВИD» при этом программа выходила ежедневно в прайм-тайм, в 19:10. Ведущей программы «Тема» стала Лидия Иванова. Также возобновила свой выход программа «Красный квадрат» под старым названием «Взгляд», ведущим которой остался Александр Любимов, а за полгода до этого возобновила выход программа «Политбюро». В прайм-тайм стали выходить культурно-просветительские программы — «Чтобы помнили» и «Серебряный шар». Ещё с конца 1993 года по понедельникам стали выходить ток-шоу, производившиеся телекомпанией «АТВ» — «Мы» и «Если», ведущим которых стал Владимир Познер, и «Мужчина и женщина» с Кирой Прошутинской. Детские программы и программы для подростков («Спокойной ночи, малыши!», «С утра пораньше», «Марафон-15», «До 16 и старше», «Зов джунглей»), программа для школьников «Как-то раз» и программа «Пока все дома» стали производиться ещё одной негосударственной телекомпанией — «Класс!», которая была образована на базе собственной Студии детских и юношеских программ «Останкино». В отдельные периоды частные телеорганизации осуществляли подготовку до 70 % телепередач за вычетом новостей, фильмов и архивных записей.
С 4 июля 1994 года, в связи с урезанием финансирования РГТРК «Останкино» и необходимостью в связи с этим сокращения времени вещания 1-го канала Останкино до 12 часов, в будничной программе канала возник технический перерыв с 11:20 до 16:00. В это время, а также в ночной программе с 1:00 с 1 августа 1994 года РГТРК «Останкино» и АО «Система глобальных средств массовой информации» стали предлагать эфирное время для негосударственных вещательных телекомпаний, тем самым, обозначенное выше время де-юре перестало принадлежать РГТРК «Останкино», перейдя к частной телекомпании. GMS брала на себя составление дайджеста программ, на основании которого фирма Игоря Крутого АРС по заказу телекомпании производила телепередачу «Компас GMS». Размещение рекламы находилось в подчинении у собственного рекламного агентства GMS. Программа GMS по будням, как правило, состояла из 8-минутных выпусков новостей каждый час, двух повторных показов художественных телефильмов (с октября 1994 года — одного фильма) и какой-либо культурно-просветительской или развлекательной программы. К началу сентября она стала доступна ещё в двенадцати городах России, в остальных же городах в дневное время проводился перерыв в вещании.
В то же время в некоторых странах ближнего зарубежья вещание канала не осуществлялось вовсе из-за особенностей часовых поясов.
С 3 октября 1994 года была принята новая сетка вещания: отныне выпуски новостей выходили на 52-й минуте каждого часа, перекрывая передачи, выходившие в это время, хронометраж каждого информационного выпуска составлял 8 минут (такая сетка вещания изначально существовала на GMS). Программы «Время» (так снова стали называться информационные выпуски в 21:00 с декабря 1994 года) эти изменения не коснулись.

### 1994—1995. Акционирование ОРТ и ликвидация РГТРК «Останкино»
В конце 1994 года РГТРК «Останкино» потребовала, чтобы негосударственные телекомпании «поделились» частью времени в прайм-тайме, что означало закрытие части программ негосударственных телекомпаний. Тогда телекомпании «ВИD», «АТВ», «REN-TV» и «Класс!» создали Ассоциацию независимых телепроизводителей, которая выступила с инициативой создания Общественного российского телевидения (ОРТ), большинство акций которого принадлежали бы разным представителям бизнеса. К нему и должно было перейти вещание на 1-м канале Останкино. Ещё в апреле 1994 года было создано АО «Реклама-Холдинг» с долей РГТРК «Останкино» в уставном капитале в 30 %, прочими акционерами стали другие рекламные агентства-посредники телерадиокомпании при продаже рекламного времени: «Video International», «Premier SV», «Максима», «ИнтерВИД», «Логоваз-пресс» и студия «Остер». Данному акционерному обществу было передано право на размещение рекламы на канале. В начале 1995 года доля РГТРК «Останкино» была выкуплена «Независимым рекламно-информационным альянсом», объединявшим рекламные агентства «Аврора», «ИнтерВИД», «VideoArt», «Контакт» и «Стронг», который стал переманивать клиентов за счёт скидок на размещение рекламы, доходивших до 80 %, вскоре после чего последовал обвал рекламного рынка. Дивидендов за 1994 год РГТРК «Останкино» от холдинга не получила, а задолженность холдинга перед телерадиокомпании на 1 июля 1995 года составила 19,0 млрд рублей.
По указу Президента РФ от 29 ноября 1994 года предусматривалась передача эфирного времени на первой федеральной программе акционерному обществу «Общественное российское телевидение» (ОРТ), 51 % акций которого принадлежал государству с возможностью для РГТРК «Останкино» войти в число её учредителей. По изначальному предложению по 15 % было у частных телеорганизаций «Телекомпания ВИD», «АТВ», «Телекомпания REN-TV» и «РТВ-Пресс», 20 % — у банкиров, 20 % — у государства. Данное акционерное общество было основано на его общероссийском учредительном собрании акционеров 24 января 1995 года. Генеральным директором ОРТ был назначен Владислав Листьев, его первыми заместителями были назначены Аркадий (Бадри) Патаркацишвили и Кирилл Игнатьев, а председателем совета директоров ОРТ — председатель РГТРК «Останкино» Александр Яковлев. Вещание ОРТ изначально планировалось начать с 1 февраля 1995 года. Также было принято решение о введении моратория на рекламу с 1 марта. Но вечером того самого дня Листьев был убит в подъезде собственного дома спустя 3 часа после программы «Час пик». На следующий день по всем центральным каналам России (1-й канал Останкино, РТР, НТВ, ТВ-6, 2x2 и МТК, кроме Пятого канала) в первой половине дня шли только информационные программы и видеосюжеты, посвящённые памяти журналиста, а с 12 до 19 часов транслировалась статичная заставка «Владислав Листьев убит». С 19:00 до 21:00 мск одновременно по всем центральным каналам шёл прямой эфир специального выпуска ток-шоу «Час пик», посвящённого Листьеву, а затем — вечер памяти телеведущего в концертной студии «Останкино», на котором выступали друзья и коллеги покойного. 20 марта Генеральным директором ОРТ стал Сергей Благоволин.
6 января 1995 года собственные Студия кинопрограмм и Студия литературно-художественных программ, сохранившиеся ещё со времён ЦТ СССР, объединились в одну студию «Искусство». К ней перешло производство всех передач и циклов на тему искусства, культуры и кино. Её руководителем стал Мидхат Шилов, который ранее отвечал за литературно-художественную редакцию.
Сетка вещания на момент закрытия
На момент закрытия канала популярность его информационных программ стала резко падать. Новостные выпуски «ИТА Новости» и «ИТА Время» стали уступать по рейтингам другим информационным программам, особенно передачам «Вести» и «Сегодня» на РТР и НТВ. Информации с передовой первой российско-чеченской войны, подаваемой на канале, зрители не доверяли: в информационных выпусках ход военных действий оценивался одобрительно, в то время как журналисты на РТР и НТВ придерживались оппозиционных, прочеченских или антивоенных взглядов. По степени доверия программа «Время» в те годы была самой невостребованной среди зрителей (подача новостей на «первой кнопке» изменилась только после замены «Останкино» на ОРТ). Новогодняя программа первой кнопки собрала аудиторию вдвое меньшую, чем караоке-шоу на НТВ. Аудитория новостей становилась всё более возрастной: её зрительское ядро составляли в основном, пожилые люди с невысоким уровнем образования и консервативными политическими взглядами. Другие программы, в частности, «Человек и закон» с Юрием Краузе или «Гол» с Владимиром Перетуриным (бывшее «Футбольное обозрение»), также воспринимались молодыми и активными зрителями как устаревшие (особенно на фоне похожих передач на новых российских каналах вроде РТР, НТВ и ТВ-6), а их качество нередко оставляло желать лучшего; аналогичные претензии предъявлялись и к качеству кинопоказа. Однако, несмотря на такое восприятие передач, на момент прекращения телевещания РГТРК «Останкино» канал в целом всё же продолжал лидировать по популярности в Москве.
Отдельной критике подвергалось то обстоятельство, что 1-й канал Останкино тех лет не удерживал свою зрительскую аудиторию в таймслотах после 21:40. В то время, когда на остальных каналах показывались фильмы или развлекательные шоу, на канале выходили преимущественно политические передачи, доносившие до зрителей провластную точку зрения на актуальные события («За кремлёвской стеной», «Nota bene», «Из первых рук», которые делали Алексей Пиманов и Марина Некрасова, более известная как Юденич), и значительная часть аудитории постоянно терялась.

### Закрытие
1 апреля 1995 года частоты канала перешли к ОРТ. Новостные выпуски, как и до 1994 года, стали выходить в привычном графике, в 9:00, 12:00, 15:00, 18:00 и после полуночи с хронометражем 20 минут. Была упразднена дикторская служба (теперь дикторы не работали в кадре). Дневные перерывы также были исключены из сетки вещания (сохраняясь в некоторых субъектах РФ), при этом АО «GMS» из эфира не исчезло — оно продолжило вещать под логотипом ОРТ. На недолгое время телерадиокомпания стала производителем ряда программ, сериалов и циклов. Среди них были: очередной сезон телесериала «Мелочи жизни», встречи с Александром Солженицыным, «Играй, гармонь любимая!» и др. Помимо этого, в зону её ответственности входили организация спортивных трансляций и предоставление для повторного показа советских художественных и мультипликационных фильмов; кроме того, ОРТ работало в редакционных помещениях РГТРК «Останкино» и на принадлежащей ей же технике, а на входе в 1-й подъезд телецентра «Останкино» некоторое время рядом находились две таблички: РГТРК «Останкино» и «Общественное российское телевидение» (с государственным гербом). Информационное телевизионное агентство продолжало производить для телеканала ОРТ новости, программу «Время», утренний канал «Телеутро» и итоговый аналитический тележурнал «Воскресенье». Основным общественно-политическим ток-шоу ОРТ стала программа «Один на один», ведущим которой стал Александр Любимов, а ведущими программы «Час пик» стали Сергей Шатунов и Дмитрий Киселёв. Многие передачи, сохранившиеся со времён или РГТРК «Останкино», или же ЦТ СССР, были закрыты уже во времена активной работы ОРТ.
С апреля по декабрь 1995 года в части печатных телепрограмм вместо ОРТ продолжали указывать название «1-й канал Останкино», которое затем заменили на «1-й канал ОРТ» (такое неофициальное название многие печатные издания и сотрудники эфира канала использовали вплоть до осени 2002 года) или же просто «ОРТ».
6 октября 1995 года был обнародован указ Президента РФ о ликвидации РГТРК «Останкино», после чего 12 октября она была ликвидирована окончательно постановлением правительства РФ. Производство программ «Новости», «Время» и «Воскресенье» перешло к Дирекции информационных программ ОРТ, программ «Человек и закон» и «Футбольное обозрение» — к телекомпании «САН-ТВ», которая позднее станет телекомпанией «Регион» (в 1997 году трансформировалась в «РТС»), а программа «Версии» была закрыта и перешла на НТВ. В марте 1996 года было ликвидировано «ИТА», персонал, связанный с обеспечением телеэфира «Останкино», был сокращён, уволен или интегрирован в штат ОРТ или других каналов. При этом некоторые бывшие сотрудники ИТА, как Олег Точилин и Юлия Ракчеева, перешли в телекомпанию НТВ.

## Время вещания
- 1992—1993: по будням начинал вещание в 6:00, по субботам — в 7:30, по воскресеньям — в 8:00, эфир заканчивался в 1—4 часа ночи. По будням проводился перерыв в вещании с 12—14 до 14—15 часов[246]. С 24 февраля по 23 марта 1992 года по будням проводились перерывы и поздним вечером с полуночи до 1 часа ночи[247].
- Июнь 1993—июнь 1994: перерыв в будничном вещании стал проводиться только по понедельникам (не всегда; иногда и в другие дни недели). К тому времени вечернее вещание завершалось к 1—2 часам ночи. В июне 1994 года дневные перерывы не проводились.
- Июль 1994: перерыв в вещании снова стал проводиться по всем будним дням с 12:20 (± 10 минут) до 16:00[248].
- Август—октябрь 1994: перерыв стал начинаться часом раньше, в 11:20. В Москве и Санкт-Петербурге (а к началу сентября ещё в двенадцати городах России) в этом промежутке времени начинает работу «GMS». Днём 31 августа 1994 года «GMS» вещало только с 12 до 14 и с 15 до 16 часов в связи с прямой трансляцией «Останкино» о выводе российских войск из Германии. Вечернее вещание «Останкино» завершалось около 1 часа ночи. С 29 августа «GMS» вещало и в ночном эфире (с 1:00 до 4:00).
- Октябрь 1994—март 1995: перерыв стал начинаться в 11:00 (иногда чуть раньше[249]), а заканчиваться в 15:00 в связи с восстановлением на «Останкино» рубрики «Предприниматель».

## Генеральные директора
Вещание как по 1-му, так и по 4-му каналам Останкино вела непосредственно РГТРК «Останкино». Никакого специализированного её подразделения или дочернего предприятия, ведающего вещанием по 1-му каналу Останкино, не существовало.
- Григорий Шевелёв (1992—1993, 1993—1995)
- Олег Слабынько (1993)